# Ганецький Якуб
Ганецький Якуб (Яків Станіславович Ганецький, справжнє ім'я — Фюрстенберг Яків Станіславович, псевдоніми у більшовицькій партії — Генрих, Куба, Микола і Машиніст, 15 березня 1879, Варшава — 26 листопада 1937, Москва) — діяч більшовицької партії, радянський державний діяч. Член Комуністичної партії з 1896 року. Автор спогадів про В. Леніна. Російський історик Д. Волкогонов назвав Ганецького одним з найдовіреніших людей Леніна, володарем всієї таємниці фінансового зв'язку більшовиків з «купцем революції» О. Парвусом.

## Біографія
Народився у Варшаві у заможній сім'ї. Навчався у Берлинському, Гейдельберзькому і Цюрихському університетах. Партійну діяльність почав у рядах Соціал-Демократії Королівства Польського і Литви (СДКПіЛ). Учасник 2-го (1903) і 4-го (1906) з'їздів РСДРП. В 1905 році був одним з керівників політичних виступів варшавських робітників. На V з'їзді РСДРП заочно обраний в ЦК РСДРП. Учасник Міжнародного соціалістичного конгресу в Базелі у 1912 році. Кілька разів був заарештований і відправлений на заслання. В 1914 році сприяв звільненню В. Леніна з австрійської тюрми. Під час 1-ї світової війни примкнув до ціммервальдської лівої. В 1917 році брав активну участь в організації повернення В. Леніна з еміграції. В 1917 році — член Закордонного бюро ЦК РСДРП(б). Після Жовтневого перевороту — член колегії Наркомфіну, комісар і керуючий Народним банком. З 1920 року перебував на дипломатичній роботі і обіймав високі держержавні посади. У 1932—1935 роках керував Державним об'єднанням музики, естради і цирку. У 1935 році був призначений директором Музею Революції СРСР.
18 липня 1937 року був заарештований НКВС за підозрою у шпигунстві на користь Польщі й Німеччини і незабаром засуджений до розтрілу. Вирок приведено в дію у Москві 26 листопада 1937 року. Члени його сім'ї також були репресовані.

## Сім'я
Дружина — Гіза Адольфівна Ганецька (1886—1937), заарештована через 2 дні після чоловіка, 20 липня 1937 року, розстріляна 10 грудня 1937 року.
Син — Станіслав Ганецький (1913—1938), заарештований у грудні 1937 року, розстріляний 14 червня 1938 року на полігоні «Комунарка».
Донька — Хана Ганецька, провела у таборах загалом 18 років.

## Виноски
1. ↑  Ганецкий Якуб // Большая советская энциклопедия: [в 30 т.] — 3-е изд. — Москва: Советская энциклопедия, 1969.
2. 1 2   Д. А. Волкогонов. Вожди. — АСТ, 1998. — С. 232. (рос.)